# Madhabpur
Madhabpur (en bengali : মাধবপুর) est une upazila du Bangladesh dans le district de Habiganj. En 1991, on y dénombrait 250 069 habitants.